# Pumpe

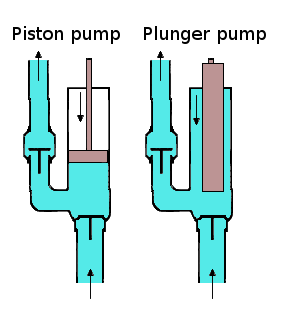
Kolbenpumpe und Plungerpumpe

Schöpfwerk und Kolbenpumpe

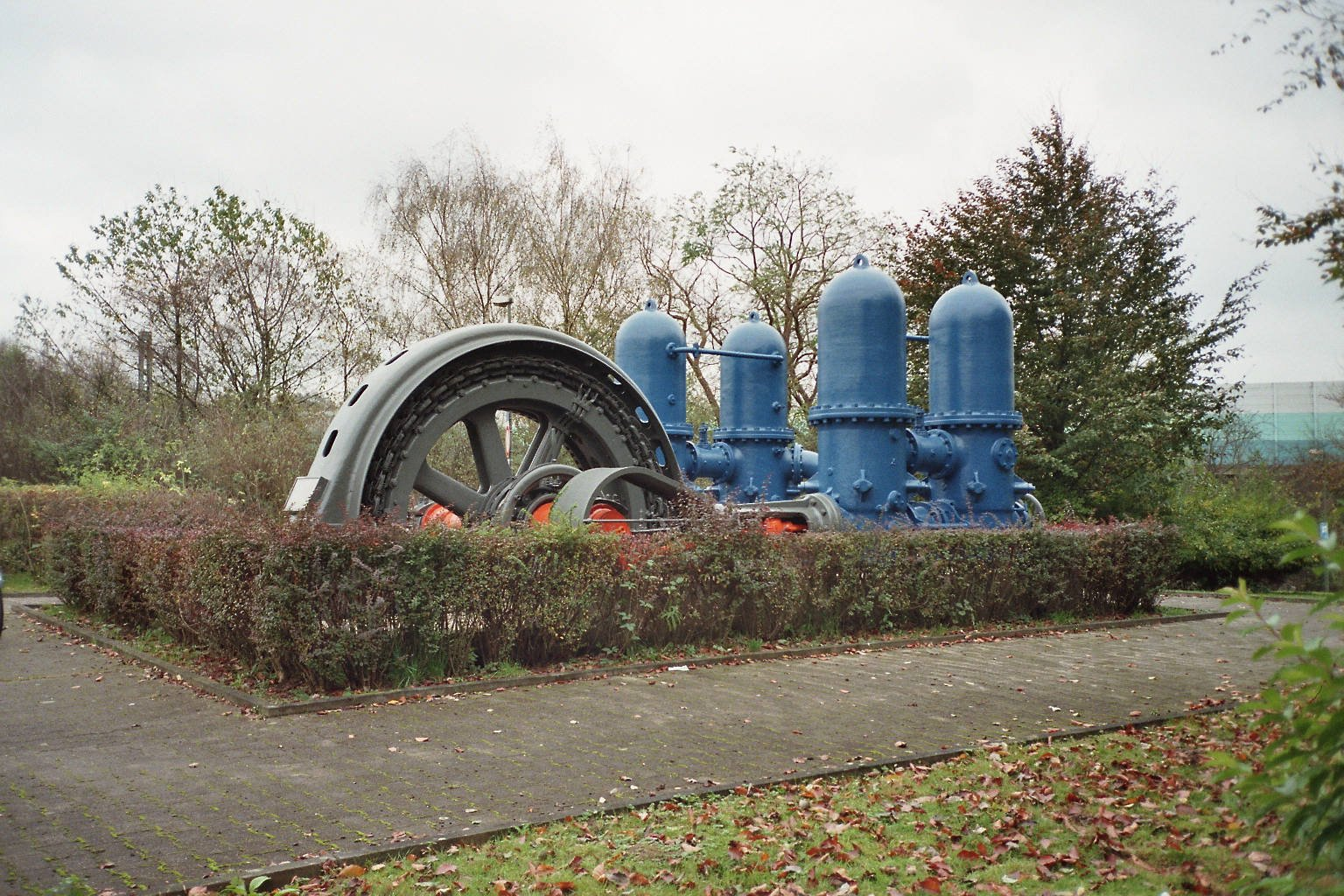
Plungerpumpensatz eines ehem. Wasserwerkes

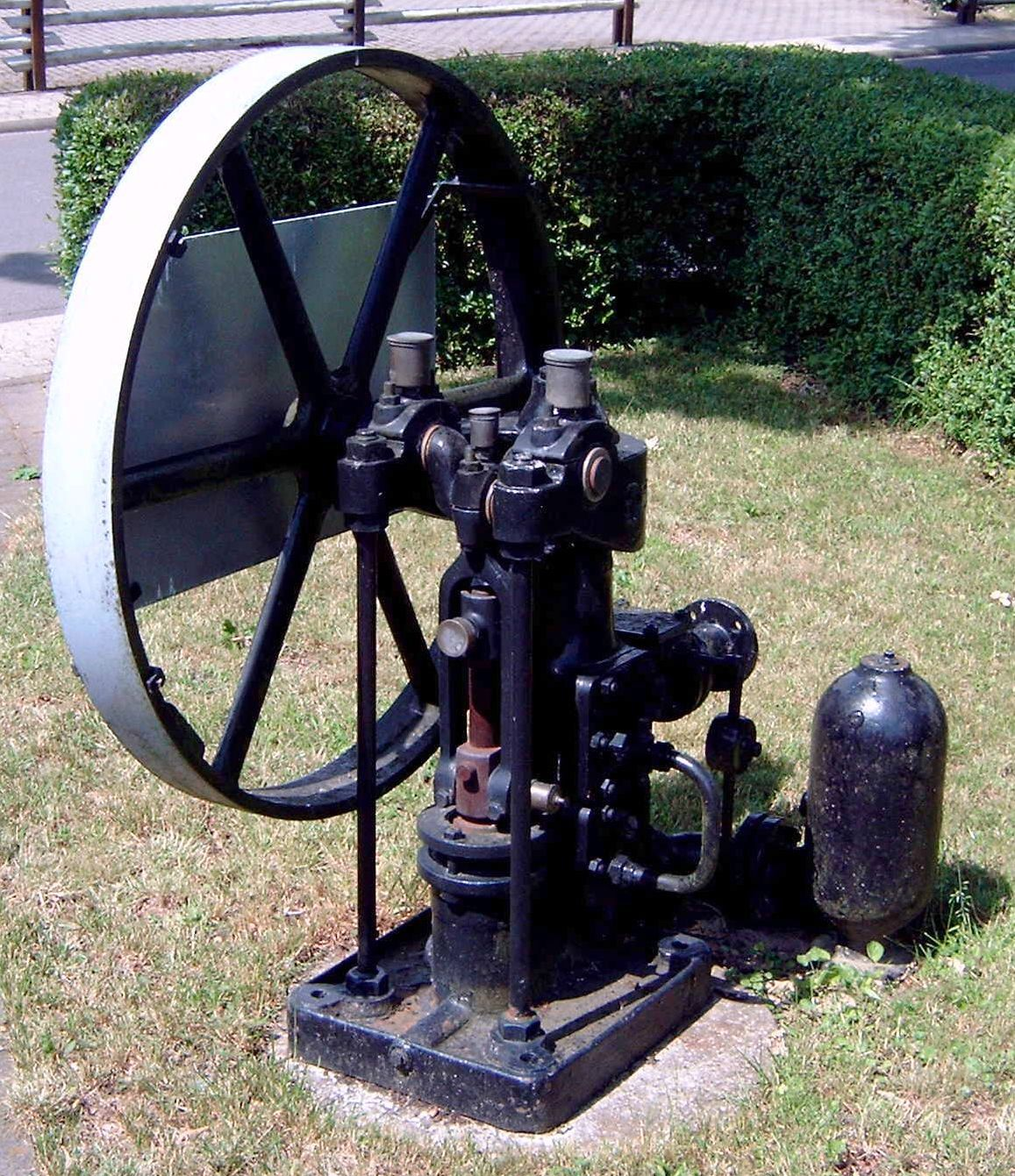
Pumpe einer ehem. Wasserstation

Schaltsymbol: Pumpe

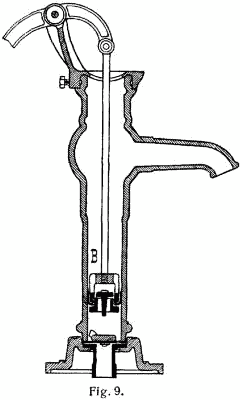
Schwengelpumpe zum Fördern von Grundwasser

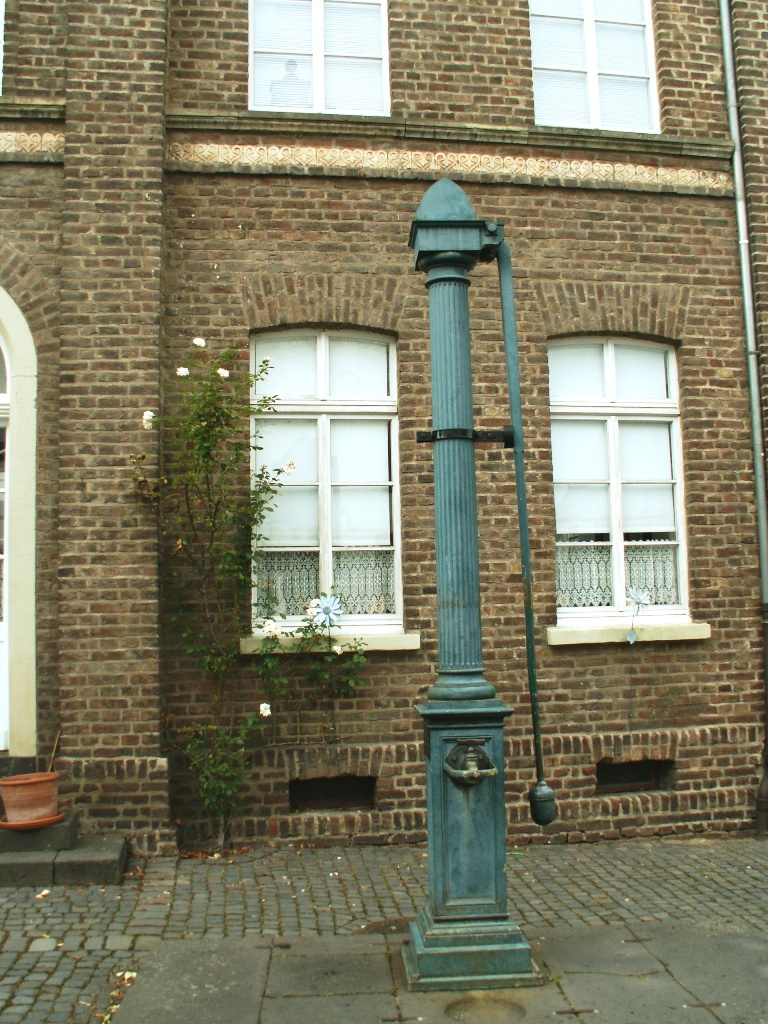
Historische Wasserpumpe in Kaster

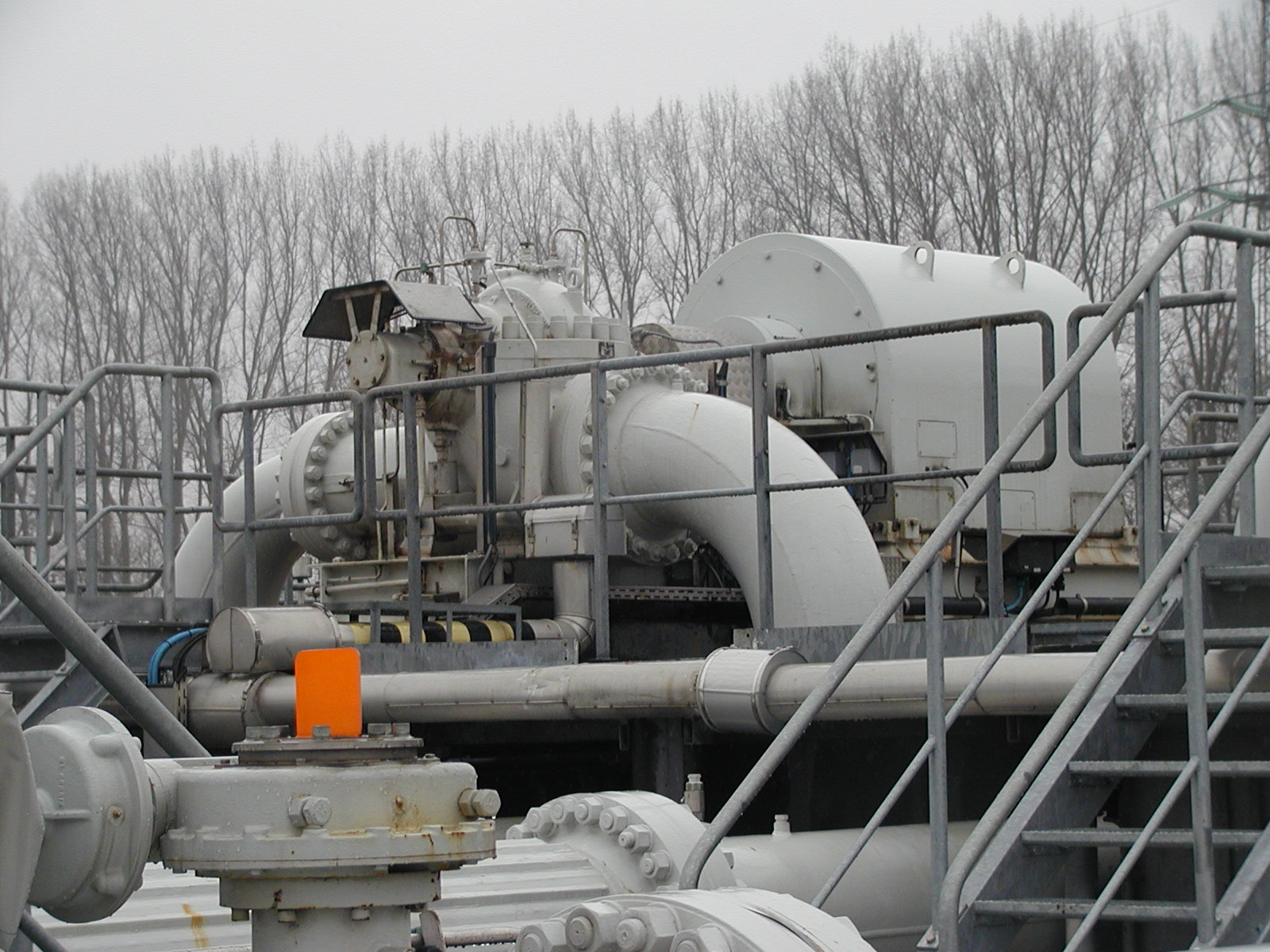
Erdölpipeline: eine von vier Druckpumpen einer Pumpstation

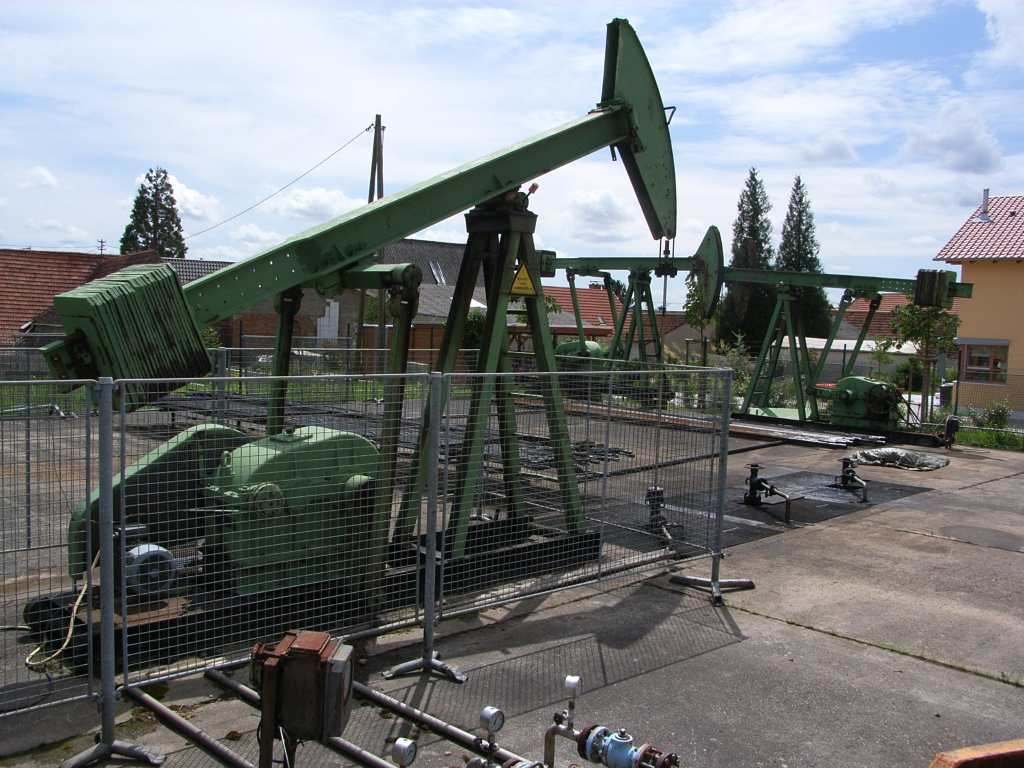
Pferdekopfpumpe zur Ölförderung bei Landau

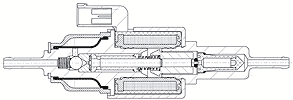
Dosierpumpe für Kraftstoff

Pumpen sind Maschinen zum Transport von inkompressiblen Fluiden, insbesondere Flüssigkeiten. Pumpen wandeln als Arbeitsmaschinen (Fluidenergiemaschinen) eine Antriebsleistung in Bewegungsenergie eines Fluids um.

## Abgrenzung
Pumpen dienen zum Transport von (nahezu) inkompressiblen Fluiden. Fluide werden als inkompressibel bezeichnet, wenn sie ihr Volumen unter Druck beibehalten. Das ist gültig für Flüssigkeiten, betrifft aber auch Flüssigkeit-Feststoff-Gemische (Suspensionen), Pasten und Flüssigkeiten mit geringem Gasanteil.
Kompressible Fluide sind in der Regel Gase, die ihr Volumen ändern, wenn sie unter Druck gesetzt werden. Kompressible Fluide werden entweder mit Gebläse oder Verdichter befördert. Man spricht von einem Gebläse, wenn Volumen ohne nennenswerten Druck gefördert wird (zum Beispiel Tischventilatoren oder Staubsauger), oder von einem Verdichter, wenn Gas auf hohen Druck komprimiert wird.
Begriffliche Unschärfen sind in der Praxis verbreitet. Die Vakuumpumpe ist eigentlich ein Verdichter. Ebenso ist der gängige Begriff „Luftpumpe“ in der Fachsprache nicht korrekt: Klassische Fahrradluftpumpen sind also keine Pumpen, sondern Kolbenverdichter.

## Einteilung der Pumpen
Pumpen werden nach ihrem Funktionsprinzip in zwei wesentliche Hauptgruppen unterteilt: Strömungspumpen und Verdrängerpumpen. Bei beiden Gruppen wird im Folgenden der Einfachheit halber von Pumpen gesprochen.
Eine weitere Form ist der hydraulische Widder, der mit Stößen arbeitet.

### Strömungspumpen
Bei Strömungsmaschinen wird die Energieübertragung ausschließlich durch strömungsmechanische Vorgänge bewirkt. Das Medium durchströmt die Maschine frei ohne Klappen und Ventile.
Im Stillstand könnte das Medium die Pumpe rückwärts durchströmen. Daher müssen je nach Anwendung Schieber, Ventile oder Rückschlagklappen eingesetzt werden. Strömungspumpen sind nicht selbst-ansaugend, daher müssen die Saugleitungen stets mit Flüssigkeit gefüllt sein, oder ein hinreichend großes Flüssigkeitsvolumen vor dem eigentlichen Laufrad-Einlass vorhanden sein. Die maximale Saughöhe wird auch hier durch den örtlichen Luftdruck und auftretende Strömungswiderstände begrenzt. Strömungspumpen sollten im Betrieb auf der Saugseite nicht gedrosselt werden, da hier die Gefahr einer Zerstörung der Schaufeln durch Kavitation entsteht.
Strömungspumpen werden auch als Kreiselpumpe bezeichnet.
Sie lassen sich je nach Strömungsrichtung in die folgenden Bauformen gliedern:
- Axialpumpe
- Diagonalpumpe
- Radialpumpe

### Verdrängerpumpen
Bei Verdrängerpumpen wird das Medium durch in sich geschlossene Volumina gefördert. Eine Verhinderung des Zurückströmens wird durch Ventile oder Klappen, anderen Medien oder ihre Gestalt durch Schwerkraft erreicht. Außer durch konstruktionsbedingte Undichtigkeiten kann das Medium auch im Stillstand die Pumpe nicht in umgekehrter Richtung durchströmen.
Verdrängerpumpen sind in der Regel selbstansaugend. Das bedeutet, dass auch für Flüssigkeiten konstruierte Pumpen für einen zumeist begrenzten Zeitraum Gase fördern können und so einen zum Ansaugen hinreichenden Unterdruck aufbauen können.
Die maximale Ansaughöhe (geodätische Saughöhe) ist begrenzt durch das erreichbare Vakuum, den örtlichen Luftdruck, die Dichte des Mediums und die zu überwindenden Strömungswiderstände. Verdrängermaschinen sollten auf der Druckseite nicht abgesperrt werden, sofern nicht geeignete Maßnahmen durch Rutschkupplungen, Überdruck- und Bypassventile und Ähnlichem getroffen wurden, um eine Beschädigung der Pumpe, des Antriebs oder der Leitungen bis zur Absperrstelle zu verhindern.
Man unterscheidet zusätzlich noch zwischen Konstantpumpen und Verstellpumpen. Konstantpumpen verdrängen bei jeder Umdrehung immer das gleiche Volumen. Bei Verstellpumpen hingegen kann das Verdrängungsvolumen eingestellt werden. Außerdem lassen sich die Pumpen nach deren Förderprinzip in rotierende und oszillierende Verdrängerpumpen unterteilen.
Zu diesen gehören:
- Balgpumpen oder Balgenpumpen
- Membranpumpen
- Rotationskolbenpumpen
  - Drehkolbenpumpen
  - Drehschieberpumpen
  - Kreiskolbenpumpen
  - Zahnradpumpen
- Exzenterschneckenpumpen
- Förderschnecken (Archimedische Schraube)
- Impellerpumpe
- Kettenpumpen
- Kolbenpumpen
  - Axialkolbenpumpen (z. B. Ausführung „Schrägscheibe“ oder „Schrägachse“)
  - Hubkolbenpumpen (z. B. Dickstoffpumpen, Kraftstoff-Dosierpumpen, Einspritzpumpe)
  - pneumohydraulischer Druckübersetzer (auch Druckmultiplikator genannt)
  - Radialkolbenpumpen
- Ringkolbenpumpen
- Schlauchpumpen (auch Peristaltikpumpen genannt)
- Schöpfwerke, im einfachsten Fall ein Eimer im Brunnen.
- Schraubenspindelpumpen (auch Schraubenpumpen, Wendelkolbenpumpe oder Schraubenverdichter genannt)
- Schüttelpumpen
- Sinuspumpen
- Zahnriemenpumpen

und viele Sonderkonstruktionen, sowie in Tieren, wie dem Menschen, das Herz.

### Weitere Konstruktionen
Eine Sonderstellung nehmen die Strahlpumpen ein. Bei ihnen wird das zu fördernde Medium durch einen Gas-, Dampf- oder Flüssigkeitsstrahl beschleunigt. Sie nutzen zwar strömungsdynamische Vorgänge, werden aber dennoch zumeist zu den Verdrängerpumpen gerechnet.
Diese sind beispielsweise:
- Wasserstrahlpumpe (verwendet Wasser zur Förderung von Luft oder Wasser)
- Dampfstrahlpumpe (verwendet Gas zur Förderung von Luft oder Wasser)

Weitere Förderprinzipien sind:
- Mammutpumpe oder Blasenpumpe (Förderung durch aufsteigende Gasblase als Kolben)
- Stoßheber (Hydraulischer Widder) (verwendet Wasser zur Förderung von Wasser)
- Pferdekopfpumpe (Tiefpumpe)

Darüber hinaus gibt es weitere, zum Teil exotische Konstruktionen, welche elektromagnetische oder andere physikalische Eigenschaften des Fördermediums zur Energieübertragung nutzen.
Beispiele hierfür:
- Ionengetterpumpe (siehe auch Sorptionspumpe im Artikel Vakuumpumpe)
- Titan-Sublimationspumpe
- Turbomolekularpumpe
- Elektrochemische Gaspumpe

## Anwendungen
| - Absaugpumpe - Abwasserpumpe - Barostat in der Neurogastroenterologie - Blutpumpe (neben dem Herzen gibt es auch künstliche Ausführungen) - Bohrmaschinenpumpe (für geringe Fördermengen) - Dosierpumpe - Einspritzpumpe (Benzin, Diesel) - Fasspumpe - Feuerlöschpumpe - Güllepumpe | - Handpumpe - Hubkolbenpumpe - Hydraulikpumpe - Kesselspeisewasserpumpe - Kraftstoffpumpe - Kolbenpumpe - Kühlwasserpumpe - Lenzpumpe - Luftpumpe - Mikropumpe | - Ölpumpe - Pipelinepumpe - Säurepumpe - Schmutzwasserpumpe - Spritzenpumpe - Spülpumpe - Tandempumpe - Tauchpumpe - Umwälzpumpe (Umwälzpumpen allg.: Pumpen in Kreisläufen) - Wasserpumpe |

## NPSH-Wert und der Unterschied zu „Haltedruckhöhe“
(Quelle: )
„Net Positive Suction Head“ (NPSH) ist ein aus den USA stammender Begriff und bedeutet – frei übersetzt – etwa Mindestzulaufhöhe über Sättigungsdruck. Nach DIN EN ISO 17769 lautet der entsprechende deutsche Ausdruck Haltedruckhöhe. NPSH wird in Meter (m) angegeben.
Haltedruckhöhe und NPSH-Wert sind wegen unterschiedlicher Bezugspunkte nicht gleichwertig.
So wird bei NPSH der Druckunterschied zwischen Dampfdruck und dem Druck am Saugstutzeneingang der Pumpe verglichen. Während bei der „Haltedruckhöhe“ der Dampfdruck mit dem Druck am Laufradeingang verglichen wird.
Es wird zwischen Haltedruckhöhe der Pumpe (NPSHR [required] oder NPSHerf.) und Haltedruckhöhe der Anlage (NPSHA [available] oder NPSHvorh.) unterschieden.

### Erforderlicher NPSH (Haltedruckhöhe der Pumpe)
Die Haltedruckhöhe der Pumpe oder NPSHerf. entspricht dem Gesamtdruckabfall vom Saugstutzen (Liefergrenze) der Pumpe bis zum Laufradeintritt (Druckerhöhungszone im Laufrad) und kennzeichnet die Saugfähigkeit der Pumpe.
Beispiel: NPSHerf. = 2 m bedeutet, dass die Druckverluste vom Pumpenansaugstutzen bis zum Laufradeintritt (inkl. Beschleunigungsverluste) einer Druckhöhe {\displaystyle p/(\rho \cdot g)} von 2 m Wassersäule entsprechen.
Wird die Haltedruckhöhe der Pumpe (NPSHerf.) während des Betriebes unterschritten, kommt es zu einer örtlichen Unterschreitung des Verdampfungsdruckes der Förderflüssigkeit und somit zur Kavitation (Dampfbildung mit nachfolgender schlagartiger Kondensation in der Druckerhöhungszone der Pumpe). Die Kavitation kann einen Abfall der Förderleistung und des Wirkungsgrades, unruhigen Lauf und Beschädigung der Pumpeninnenteile durch Materialabtrag (sog. Abrasion) bewirken.
Die Haltedruckhöhe der Pumpe ist über den Sättigungsdampfdruck der Förderflüssigkeit abhängig von der Temperatur. Sie ändert sich jedoch bei jeder Pumpe mit Förderstrom und Drehzahl. NPSHerf. wird vom Pumpenhersteller meist entweder für einen bestimmten Betriebspunkt der Pumpe als Zahlenwert genannt oder im Zusammenhang mit einer Leistungskennlinie in Form einer Kurve dargestellt.

### Vorhandener NPSH (Haltedruckhöhe der Anlage)
Der vorhandene NPSH-Wert fasst alle auf den Druck am Saugstutzen der Pumpe Einfluss nehmenden Einzeldaten der Pumpenanlage, wie Dichte, Temperatur und Dampfdruck des Fördermediums, Druckverluste in der Saugleitung, Druck im Ansaugbehälter und geodätische Saug- bzw. Zulaufhöhe für einen bestimmten Förderstrom in einem einzigen Zahlenwert zusammen.
Beispiel: NPSHvorh. = 4 m sagt aus, dass die Förderflüssigkeit am Saugstutzen der Pumpe gemessen noch positiv 4 m Wassersäule vom Verdampfungsdruck {\displaystyle p_{D}} entfernt liegt.
Für den Druck am Saugstutzen gilt (betrachtet wird nur die Saugseite):
{\displaystyle {\frac {p_{\text{Stutzen}}}{\rho \cdot g}}={\frac {p_{\mathrm {D} }}{\rho \cdot g}}+\mathrm {NPSH} _{\text{vorh.}}}
Es kommt zur Dampfbildung und somit zur Kavitation, wenn der Dampfdruck {\displaystyle p_{D}} gleich dem Druck {\displaystyle p} am Saugstutzen wird, d. h., wenn NPSHvorh. {\displaystyle \to } 0 geht.
Da die Haltedruckhöhe der Pumpe (NPSHerf.) nicht unterschritten werden darf, muss also der Wert für NPSHvorh. mindestens gleich groß sein, besser etwas größer sein als derjenige der Pumpe.
{\displaystyle \mathrm {NPSH} _{\text{vorh.}}\geq \mathrm {NPSH} _{\text{erf}}}
Gegebenenfalls muss der Ansaugbehälter höher oder die Pumpe tiefer aufgestellt, die Nennweite der Ansaugleitung größer dimensioniert oder der Druck im Ansaugbehälter erhöht werden.